# Irini Skliwa
Irini Skliwa (gr. Ειρήνη Σκλήβα, ur. 4 kwietnia 1978 w Atenach) – grecka modelka, zdobyła tytuł Miss World 1996.